# Gommone

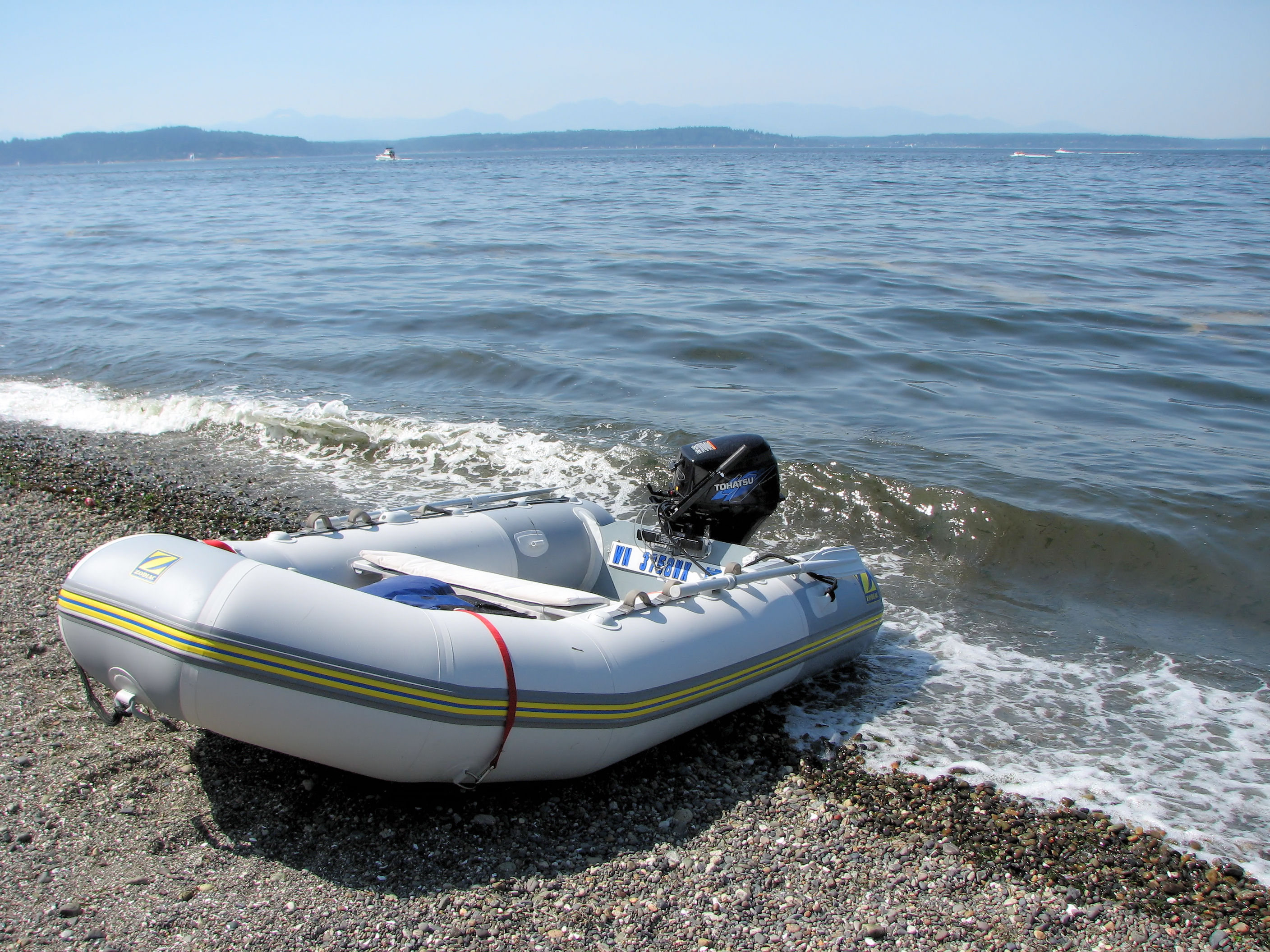
Un canotto pneumatico completamente smontabile

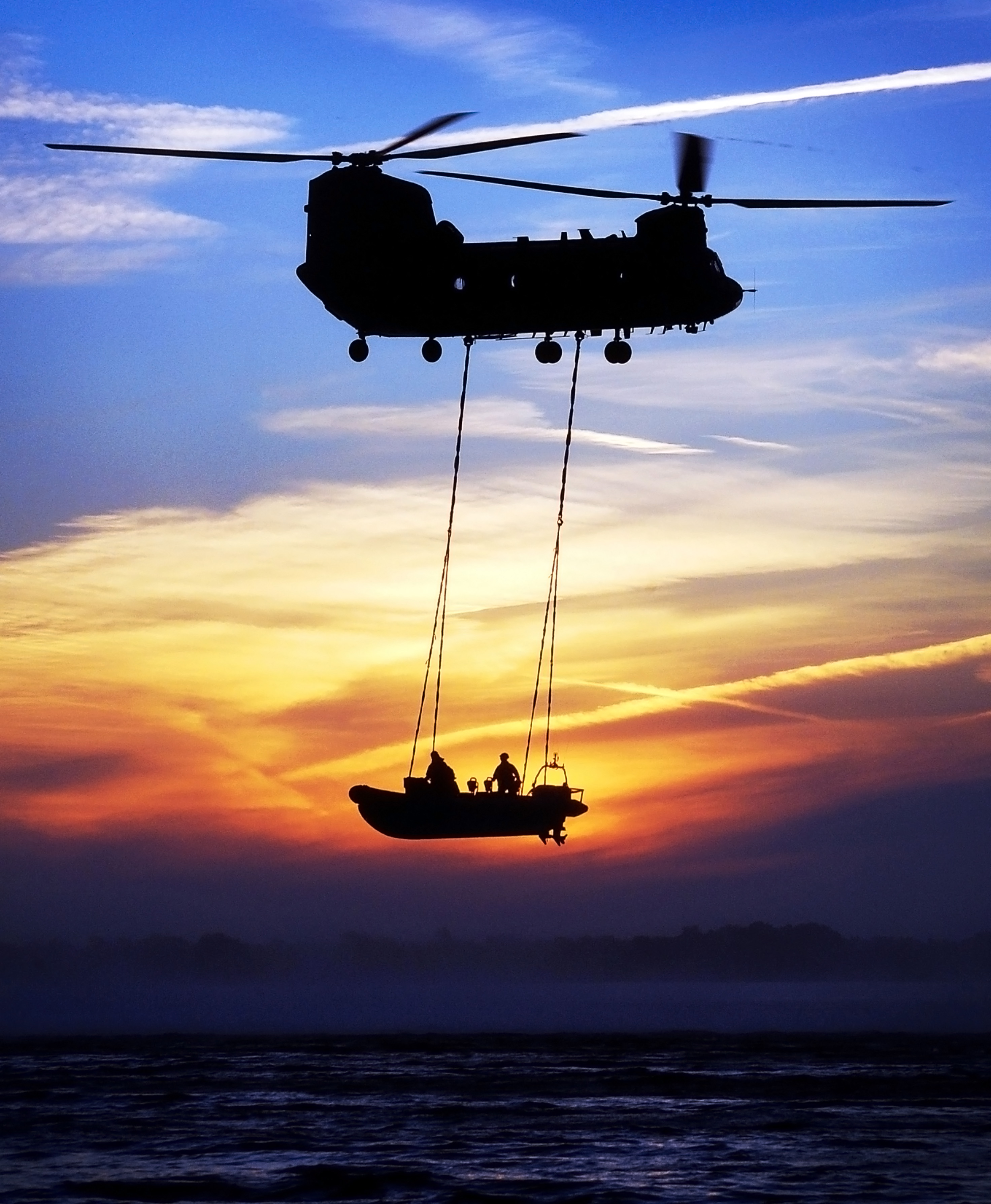
Un elicottero Chinook della Royal Marine, mentre trasporta un gommone

Per gommone si intende un natante o un battello (a seconda della lunghezza) caratterizzato dalla presenza di tubolari di tessuto gommato rinforzato e provvisto di valvole di gonfiaggio/sgonfiaggio.
Può essere completamente smontabile (detto altresì canotto pneumatico, ove tutto il complesso sia sostanzialmente gonfiabile, con le sole parti rigide costituite da paglioli amovibili e dal quadro di poppa collegato alle parti in gomma), oppure costituito da uno scafo rigido contornato dal tubolare (RIB: Rigid Inflatable Boat).

## Caratteristiche
Estremamente sicuro grazie al tubolare che può arrivare a renderlo inaffondabile e che ne incrementa la stabilità trasversale, è normalmente omologato per un numero di persone e peso trasportabili considerevolmente superiore a quello delle imbarcazioni tradizionali. Per queste sue particolari doti è il mezzo preferito dai subacquei ed è utilizzato principalmente per il diporto estivo e per le applicazioni professionali da scuole subacquee e diving centers per le attività subacquee e dai corpi di polizia nonché dai Vigili del Fuoco per attività di salvataggio e addestramento. 
La propulsione del gommone è quasi sempre affidata ad un motore fuoribordo a 2 o 4 tempi. Esistono però anche realizzazioni più grandi con motore entrobordo o entrofuoribordo con alimentazione sia benzina che gasolio.
È possibile identificare almeno quattro categorie di gommoni, classificate in base all'architettura costruttiva:
- Gommoni classici completamente smontabili:
  - a chiglia pneumatica (altresì detto canotto se di dimensioni inferiori ai 4m): sono realizzati interamente in tessuto impermeabilizzato. Le uniche parti rigide in genere sono le assi del pagliolo, che sono di alluminio o legno multistrato. La chiglia è formata da un tubo di tessuto, gonfiabile ad alta pressione.
  - a chiglia rigida: identici ai precedenti, ma differiscono per la chiglia, che in questo caso è formata da una trave (paramezzale) in multistrato di legno. Questi gommoni offrono la stessa trasportabilità di quelli a chiglia pneumatica ma in generale hanno migliori caratteristiche di navigazione.

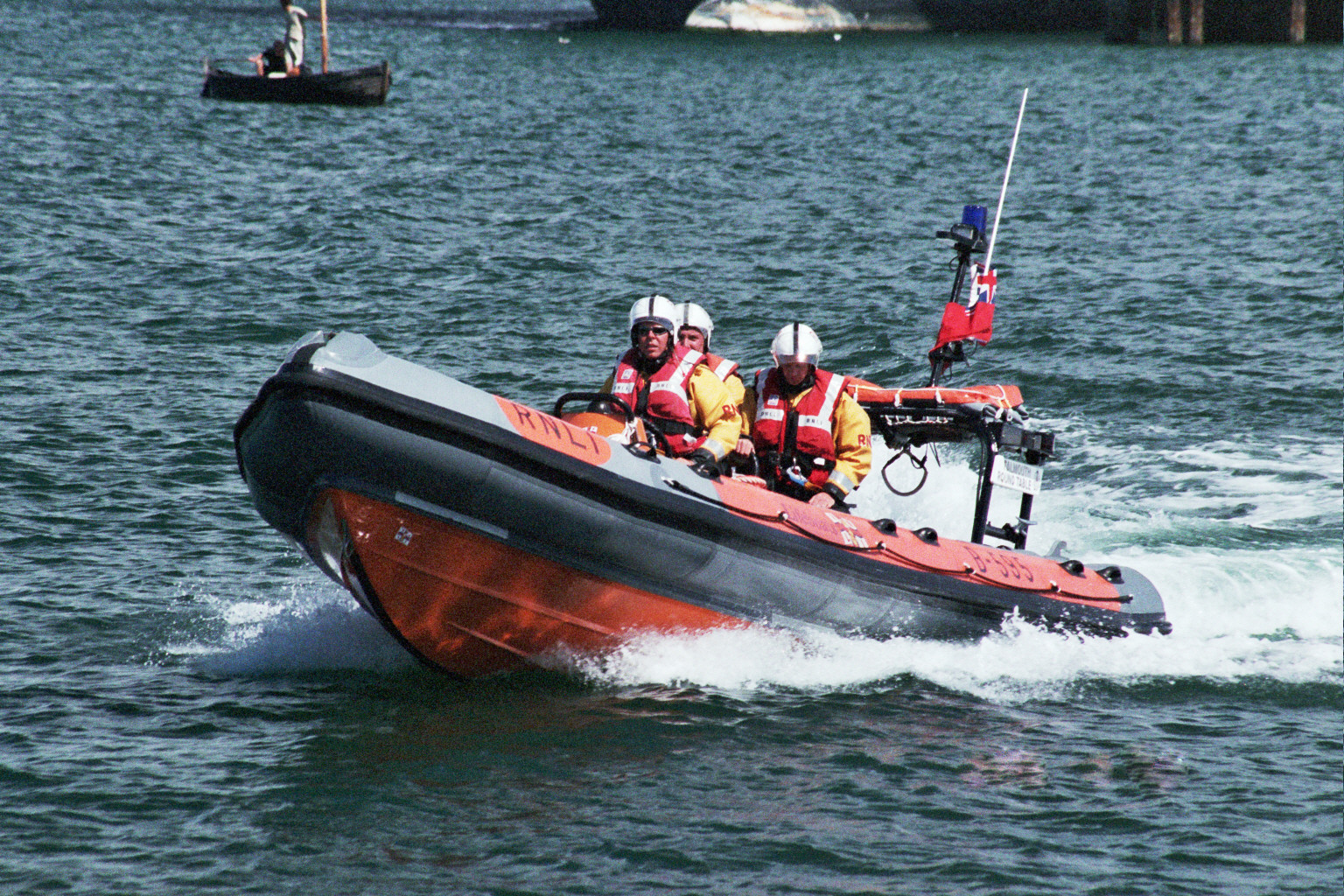
Un gommone a scafo rigido

- RIB o RHIB (rigid-hulled inflatable boat), ovvero gommone a scafo rigido:
  - Gommoni a carena di vetroresina: sono attualmente i più diffusi e sono costruiti, sostanzialmente, accoppiando uno scafo di vetroresina progettato appositamente, con il o i tubolari. Sono trainabili tramite carrello rimorchio da autovetture e praticamente ne esistono di tutte le dimensioni, da meno di 3 metri a oltre 20 metri di lunghezza. Nel corso del tempo questi mezzi sono cresciuti in larghezza ed in abitabilità, molti sono autovuotanti statici.
  - Gommoni a carena di alluminio: sono attualmente meno diffusi e sono costruiti completamente in alluminio. Vi è una crescente attenzione verso questo materiale da costruzione in quanto riciclabile a differenza della vetroresina.

Il gommone completamente smontabile (altresì detto canotto) è utilizzabile per il diporto nautico e, una volta sgonfiato, è facilmente trasportabile anche con autovetture di medie dimensioni.

## In navigazione
In navigazione il gommone si comporta come un qualsiasi motoscafo; la carena (opera viva) è quasi sempre planante e le velocità raggiunte dipendono, come per tutte le imbarcazioni plananti, dai seguenti fattori: 
- lunghezza al galleggiamento
- peso
- profilo della carena
- potenza del motore.

Un ulteriore uso frequente del gommone è come tender di imbarcazioni di dimensioni maggiori data la sua versatilità e la robustezza che ne rendono agevoli varo ed alaggio.
Esistono anche particolari realizzazioni di gommoni, come per esempio il gommone volante. Esso è composto da un piccolo gommone in genere lungo meno di 4 metri, sovrastato da una struttura metallica che regge il motore ad elica posteriore e una coppia di sedili per pilota e passeggero. Decolla e ammara planando a 25 nodi circa su mare calmo.
Il gommone tuttavia è noto per lo scarso rollio in navigazione o da fermo; ciò è dovuto ai tubolari gonfiabili che ne evitano (o comunque diminuiscono) il fenomeno, e per questo motivo è preferito alle imbarcazioni tradizionali in tutti gli utilizzi (professionali o da diporto).

## Evoluzione
Usato inizialmente come mezzo di salvataggio gonfiabile a bocca o autogonfiabile con bombola di gas al momento di necessità, per equipaggi di navi e velivoli da combattimento da cui il nome identificativo di "battello gonfiabile". Nel dopo guerra ha assunto una grande diffusione per il tempo libero con modelli a pagliolato di legno o alluminio con specchio di poppa realizzato con un unico pezzo di multistrato al quale poteva essere applicato un motore fuoribordo di modesta potenza, al massimo 20 HP.
Inizialmente aveva come caratteristica principale quella di essere completamente pieghevole per poter essere riposto in una sacca, e veniva realizzato principalmente dalle ditte italiane Pirelli e Nautylatex e da quella francese Zodiac e Callegari. 
In tempi recenti, verso metà degli anni '70 grazie ad un'intuizione di Franco Donno ha preso piede la costruzione del gommone semirigido composto da uno scafo di vetroresina o alluminio contornato dal tubolare a tenuta d'aria in tessuto impermeabilizzato (con Hypalon o PVC) in alcuni casi è stato realizzato in modelli totalmente in alluminio o composito di vetroresina. Questo tipo di configurazione era vista con grande scetticismo dagli appassionati puristi del gommone completamente in "gomma" ed inizialmente la prima azienda a credere in questa configurazione è stata in Italia la azienda Asso, seguita e superata in successo dalla Novamarine, e quasi contemporaneamente varie altre aziende quali la Bat, la Joker Boat, la Gommorizzo, la Novurania, la Marshall, realizzarono in breve tempo molteplici modelli. Alla fine i vantaggi in termini di velocità, robustezza e minore consumo di carburante che abbinati alla innumerevole possibilità di varianti, allestimenti e la possibilità di essere costruiti in maggiori dimensioni e con motorizzazioni di elevata potenza anche multiple, hanno determinato una grande diffusione ed attualmente decine di aziende costruttrici offrono centinaia di modelli per ogni esigenza.
Il successo di tale mezzo è stato tale che è possibile vederne in tutti i porti e spiagge e numerosi ormai sono i club di appassionati e le associazioni che organizzano manifestazioni e raid di avventura.
I modelli più prestigiosi hanno assunto il ruolo di status symbol e ciò ha portato alla costruzione di modelli di considerevoli dimensioni, fino ai 24 m dell'Heaven 80, da parte di aziende quali la Solemar, i Cantieri Magazzù e la Sacs. Allestiti come degli yacht di lusso, con cabine e ambienti coperti e finiture pregiate, del gommone mantengono pienamente il comportamento dinamico, gli elementi stilistici e i vantaggi associati al tubolare in gomma che funge da comodo bottazzo paraurti, oltre a costituire - anche su queste dimensioni - elemento che incrementa la stabilità laterale e riserva di galleggiabilità del battello.
Sono stati sviluppati alcuni gommoni dotati di vela, in genere si tratta di esemplari nati per la propulsione a motore o a remi sui quali vengono montate delle derive laterali ed un albero. Una delle prime esperienze in tal verso si può ricondurre ad Alain Bombard che nel 1952 attraversò l'oceano Atlantico a bordo di un gommone a vela. Successivamente - negli anni '70 - la Metzeler commercializzò anche in Italia un gommone a vela, dotato appunto di armo velico e derive.
Nel 2011 viene lanciata sul mercato Maribelle 615, una barca a vela con tubolari, una carena adatta alle andature a vela che integra una deriva zavorrata mobile.